# Salvia cacaliifolia
Salvia cacaliifolia, a veces llamada Salvia cacaliaefolia) es una especie de arbusto perenne nativo de las montañas de Chiapas, México, Guatemala y Honduras.

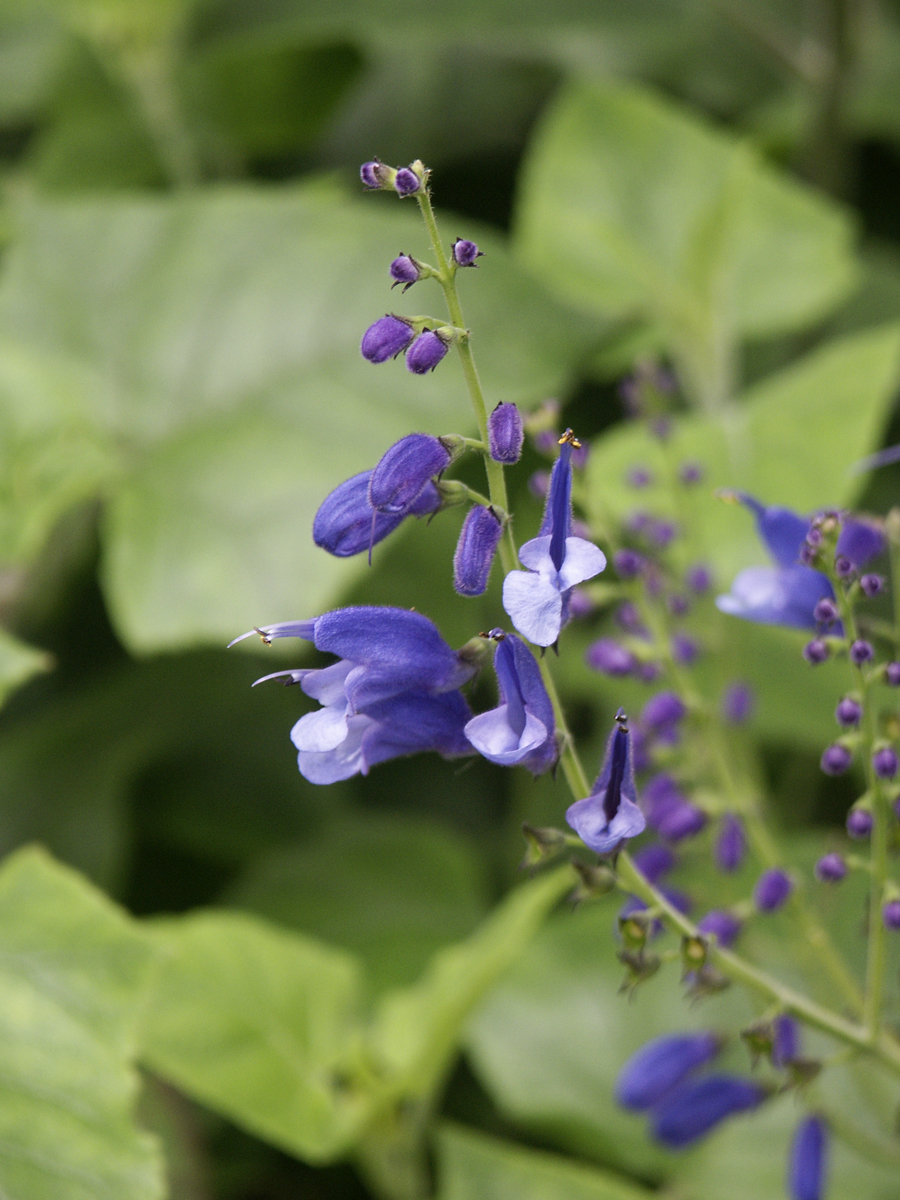
Vista de la planta

## Descripción
Son hierbas erectas que alcanzan un tamaño de 0.5-2 m de altura, con base leñosa y raíces tuberosas robustas; tallos pardos o violeta, longitudinalmente acanalados, los surcos esparcidamente pelosos con cortos tricomas simples multicelulares, transparentes, y glándulas sésiles esparcidas anaranjadas. Hojas de 2.5-8.5 × 2.5-10 cm, deltadas, hastadas o las superiores rara vez cordatas, membranáceas, el haz verde oscuro brillante, las nervaduras pelosas y la lámina con tricomas simples multicelulares, blancos, esparcidos o densos y glándulas sésiles anaranjadas, densas, el envés verde pálido, peloso como el haz, la base cordata o hastada, los márgenes serrados o dentados, el ápice acuminado; pecíolo 2-4 cm. Inflorescencias hasta c. 15 cm, terminales, en panículas; verticilastros con 1-2 flores, separados por 5-20 mm; ejes pelosos como los tallos, también con densos tricomas glandulares largos; brácteas 3-8 × 1.5-4 mm, ovadas, persistentes hasta la antesis, pelosas como en el tallo, el ápice obtuso. Flores 30-35 mm; bractéolas de 2.5 × 2 mm, ovadas, el ápice obtuso, pilosas como en el tallo; pedicelos 1-3 mm. Los frutos son nuececillas de 3 × 2 mm, redondeadas, verdes con nervaduras púrpuras, lisas, opacas. Floración mar.-nov. Fructificación nov.-mar.

## Taxonomía
Salvia cacaliifolia fue descrita por George Bentham y publicado en Prodromus Systematis Naturalis Regni Vegetabilis 12: 348. 1848.
Etimología
Ver: Salvia
cacaliifolia: epíteto latino que significa "con las hojas como en género Cacalia".
Sinonimia
- Salvia atriplicifolia Fernald
- Salvia hempsteadiana S.F.Blake
- Salvia mendax Epling[4][5]